# Anthocercis intricata
Anthocercis intricata är en potatisväxtart som beskrevs av Ferdinand von Mueller. Anthocercis intricata ingår i släktet Anthocercis och familjen potatisväxter. Inga underarter finns listade i Catalogue of Life.